# Guðmundur Andrésson
Guðmundur Andrésson (Gvöðmöndör Andrjesson), född omkring 1615, död 1654, var en  isländsk filolog.
Guðmundur Andrésson försvarade i en avhandling månggiftet och satt på grund därav en tid fängslad i Köpenhamn. Han författade en kommentar till Voluspá samt på uppdrag av rikshovmästaren Jochum Gersdorf en stor isländsk-latinsk ordbok, Lexicon islandicum (utgiven 1683, faksimilutgåva 1999).